# JMeter
Apache JMeter — інструмент для проведення навантажувального тестування, що розробляється Apache Software Foundation, підпроєкту Jakarta. Хоча спочатку JMeter розроблявся як засіб тестування вебзастосунків, натепер він здатний проводити навантажувальні тести для JDBC-з'єднань, FTP, LDAP, SOAP, JMS, POP3, IMAP, HTTP і TCP.
Цікава можливість створення великої кількості запитів за допомогою декількох комп'ютерів при управлінні цим процесом з одного з них. Архітектура підтримує плаґіни сторонніх розробників і дозволяє доповнювати інструмент новими функціями.
У програмі реалізовані механізми авторизації віртуальних користувачів, підтримуються користувацькі сеанси. Організовано логування результатів тесту і різноманітна візуалізація результатів у вигляді діаграм, таблиць тощо.